# Лангжот
Ланжгот(чеськ. Lanžhot) — Чеське прикордонне містечко, яке розташоване в заплаві при злитті річок Диє та Морава. На його території є автомобільний і залізничний переїзд до Словаччини за маршрутом Брно — Бржецлав — Братислава.

## Історія
Перша згадка датується 1384 роком.

## Географія
Протікає Бродський канал.